# Finnskogen

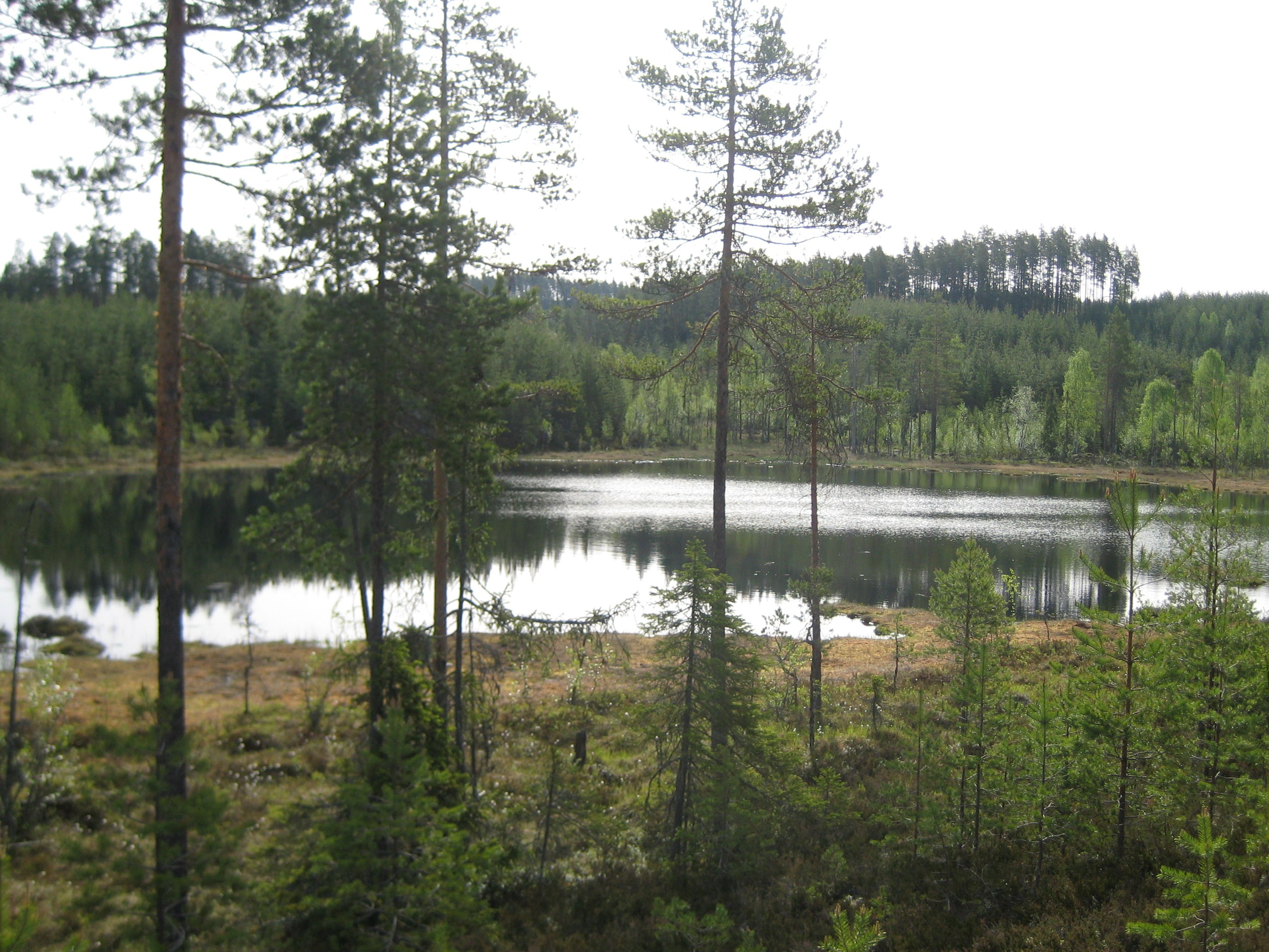
Meer in Finnskogen

Finnskogen ("Fins bos") is een uitgestrekt bosgebied op de grens van Noorwegen en Zweden. Het omvat het oostelijke deel van het Noorse fylke Innlandet en het aangrenzende noordwestelijke deel van het Zweedse landschap Värmland.
De bossen zijn vernoemd naar de Finse bosarbeiders die zich in de zeventiende eeuw in het gebied vestigden.
In de zeventiende eeuw maakte Finland deel uit van Zweden. De Zweedse koning Karel IX stimuleerde de vestiging van Finnen in het eigenlijke Zweden. Deze Finnen vestigden zich met name in Värmland. Slechte verhoudingen met de lokale bevolking deed een deel van deze groep besluiten zich over de grens in Noorwegen te vestigen.
In Noorwegen zijn de nakomelingen van die immigranten, de zogenoemde Bosfinnen (skogfinner), een erkende nationale minderheid.
Over de Noorse grens ligt het dorp Finnskog en aan de Zweedse kant Södra Finnskoga.